# Médaille commémorative de l'expédition de Chine (1901)
La  médaille commémorative de l'expédition de Chine (medaglia commemorativa della spedizione in Cina) fu istituita dalla Terza Repubblica francese con legge del 15 aprile 1902, come riconoscimento per gli ufficiali, i marinai ed i soldati che avevano partecipato alla Expédition française de Chine dal 1900 al 1901, ed anche per i civili francesi che avevano preso parte alla difesa delle legazioni straniere assediate a Pechino durante la Rivolta dei Boxer.
Essa veniva conferita dal Presidente della Repubblica, su proposta dei ministri della Guerra, della Marina e degli Affari Esteri. 
Fu assegnata a più di 34.500 decorati, cui la medaglia fu consegnata con un diploma.

## Insegne

### Medaglia
La medaglia è costituita da un disco d'argento di 30 millimetri di diametro, l'appicagnolo ha la forma di due draghi. 
L'incisore fu Georges Lemaire. 
Sul drittol'effigie della Repubblica, con indosso un casco coloniale ornato con una corona di foglie di quercia e alloro, circondata dalla leggenda "REPUBLIQUE FRANÇAISE"
Sul retrouna pagoda sopra un trofeo militare composto da una bandiera, due cannoni incrociati ed un'ancora posti tra un ramo d'alloro ed uno di quercia; sul bordo la scritta "1900 CHINE 1901"

### Nastro
È identico a quello della Médaille commémorative du Tonkin, largo 36 mm., giallo, tagliato da quattro strisce verdi verticali di 4 mm. ciascuna.

### Barretta
Una barretta d'argento in stile orientale con l'iscrizione "1900 CHINE 1901".